# Brady Brook (dopływ East Branch Croton River)
Brady Brook – rzeka w Stanach Zjednoczonych, w stanie Nowy Jork, w hrabstwie Dutchess. Jest dopływem rzeki East Branch Croton River. Zarówno długość cieku, jak i powierzchnia zlewni nie zostały oszacowane przez USGS.